# Elsje Scherjon
Elsje Scherjon (Amsterdam, 29 juni 1938) is een Nederlands actrice die bekend werd door haar vele rollen op toneel.

## Loopbaan
Naast toneelrollen vertolkte Scherjon rollen in onder andere de speelfilms Iris, Het meisje met het rode haar en Een vrouw als Eva. Zij was ook regelmatig te zien op televisie: in Sil de Strandjutter, Kunt u mij de weg naar Hamelen vertellen, mijnheer?, Ha, die Pa!, Combat en recenter in de vierdelige serie Wilhelmina. Verder sprak ze stemmen in van tekenfilmfiguren, zoals personages uit de tekenfilm Dinosaurus, en van verscheidene poppen uit De Fabeltjeskrant.

## Filmografie

### Films
- Haar deel van de schuld (1965)
- Een vrouw als Eva – Mevr. Degenkamp, sociaal werkster (1979)
- Kort Amerikaans – Tante Els (1979)
- De wilde eend (1981)
- Het meisje met het rode haar – Carlien (1981)
- De smaak van water – Verpleegster (1982; alternatieve titel: Het Geval Hes)
- Schakels (1983)
- Iris – Nellie (1987)
- Dat is nooit mijn naam geweest – Moeder Rianne (1999)
- De vriendschap – Ambtenaar (2001)
- De ordening – Hanna (2003)

### Televisieseries
- Een mens van goede wil – Karlien (1973)
- Sil de Strandjutter – Jaakje Droeviger (1976; miniserie)
- Dubbelleven – Psychiater (afl. Als je droomt, wie ben je dan?, 1978)
- Zeg 'ns Aaa – Wethouder van Kunstzaken (afl. De eerste prijs, 1982)
- Mijn idee – Moeder (afl. Sjaak, 1985)
- Ha, die Pa! – Mevrouw De Rooy (afl. Geest-verschijning, 1991)
- Vrienden voor het leven – Mevrouw Zwanenburg van Haaftingen (afl. Een parel, 1991)
- Medisch Centrum West – Françoise van der Linden (1991-1994)
- Niemand de deur uit! – Catherine ten Brink / Angela Jelgersma (1992)
- Pleidooi – OVJ van Suchtelen (1994)
- De Sylvia Millecam Show – Mevrouw Steenmeijer, moeder van Roos Steenmeijer (afl. U bent mijn moeder, 1994)
- Vrouwenvleugel – Directrice (afl. Frisse lucht voor Jantje, 1994)
- Het Zonnetje in Huis – Moeder Catharina (1995 en 1997)
- Combat – Moeder van Robert-Jan (afl. Het Feest, 1998)
- Kees & Co – Tante To (1998 en 1999)
- De zeven deugden – Moeder (afl. Matigheid: Doolhof, 1999)
- Wilhelmina – Freule Schimmelpenninck (2001)
- Russen – Angela (2001)
- Baantjer – Marjolijn van Beeck (afl. De Cock en het lijk in de kast, 2002)
- Hartslag – Mevrouw Koop (afl. Dokter B., dokter K., dokter S., 2002
- Enneagram – Els Noordeloos (afl. Droog, 2004)
- Gooische Vrouwen – Sollicitante (afl. 2.03, 2006)
- Keyzer & De Boer Advocaten – Loes Beyerman (afl. Zebrapad, 2008)
- Bernhard, schavuit van Oranje – Cocky Gilles (4 afl., 2010)
- Moeder, ik wil bij de Revue – Ina (2012)
- Verborgen verhalen – Oma Joris (afl. Joris, 2012)
- Aaf – Moeder van Aaf (afl. Lieve pappa en mamma en Komt allen tezamen, 2013-2014)
- Malaika – Mervouw Hofman (2013)
- Divorce – Sara (afl. 2.09, 2014)
- Flikken Maastricht – Johanna van Oorschot (afl. Stappen, 2015)
- Bij Ron op de camping – Oma (2016)
- B.A.B.S. – Dini Kattenberg (afl. Loek en Anton, 2017)
- De mannentester – Mevrouw De Waal (afl. Kaan, 2017)
- De regels van Floor - bezoeker bij uitvaartdienst (2021)
- Flikken Maastricht - Jacqueline Simons (afl. Koks, 2022)

## Theater
- De Wijze Kater door Stichting Toneegroep Studio  –  Antoinette (premiere 8 januari 1964)
- Spinoza door Stichting Toneegroep Studio – Hendrickje (premiere 24 april 1964)
- Viooltjes door Stichting Toneelgroep Studio  –  Pierrette (premiere 24 september 1964)
- De Overledene door Stichting Toneelgroep Studio  –  Julie (premiere 30 december 1965)
- Eduard en Agrippien door Stichting Toneelgroep Studio  –  Baby (premiere 30 december 1965
- Het Spel van Don Christobal door Stichting Toneelgroep Studio  –  Doña Rosita (premiere 5 januari 1967)
- Het Jonge Meisje door Stichting Toneelgroep Studio –  het jonge meisje (premiere 5 januari 1967)
- Ganzenborden door Stichting Toneelgroep Studio –  Onbekend (premiere 25 mei 1967)
- Moeder Courage en haar Kinderen door De Nederlandse Comedie –  Onbekend (premiere 7 oktober 1967)
- De Bruiloft van Kloris en Roosje door De Nederlandse Comedie –  Onbekend (premiere 1 januari 1968)
- Philadelphia, Here I Come door De Nederlandse Comedie –  Onbekend (premiere 2 mei 1968)
- De Huisleraar door De Nederlandse Comedie –  Onbekend (premiere 16 november 1968)
- De Spaanse Brabander door De Nederlandse Comedie –  Onbekend (premiere 1 januari 1968)
- Kees de Jongen door Toneelgroep Centrum –  Moe (premiere 19 september 1970)
- Een Bruid in de Morgen door Zuidelijk Toneel Globe –  Hilda (premiere 7 maart 1974)
- Driekoningenavond of Wat U Maar Wilt door Zuidelijk Toneelgroep Globe –  Olivia, gravin (premiere 4 september 1976)
- De Kersentuin door Publiekstheater –  Charlotta Iwanowna, Duitse gouvernante (premiere 5 februari 1977)
- Pijlers van de Samenleving door Haagse Comedie –  Marta Bernick, zuster van Karsten (premiere 2 december 1978)
- Hotel de Wijde Blik door Stichting FACT –  Barones Ada von Stetten (premiere 28 maart 1979)
- Schakels door Toneelgroep Theater –  Margriet (premiere 19 september 1980)
- Op Hoop van Zegen door Het Open Theater –  Mathilde / Saart (premiere 30 mei 1981)
- De Bezetenen door Haagse Comedie –  Praskowja Drozdow (premiere 19 december 1981)
- Passiespel door Haagse Comedie –  Agnes (premiere 27 februari 1982)
- Pierewaaien door Toneelgroep Theater –  Fräulein von Blumenblatt (premiere 1 januari 1983)
- Romeo en Julia door Haagse Comedie –  Vrouw van Capuletti (premiere 5 oktober 1984)
- 't Kan Verkeren ... door Stichting Werkgroep Poezie Hardop –  Onbekend (premiere 15 februari 1985)
- De Tuinman van Toulouse door De Hef –  Mevrouw Teophot (premiere 12 april 1986)
- The Mousetrap door Hollandse Comedie –  Mevrouw Boyle (premiere 26 oktober 1988)
- Tien Kleine Negertjes door Hollandse Comedie –  Emily Brent (premiere 22 december 1989)
- Arsenicum en Oude Kant door Hollandse Comedie –  Martha Brewster (premiere 27 oktober 1990)
- Gesprekken na een Begrafenis door Haarlems Toneel –  Julienne (premiere 21 september 1991)
- Kean door Haarlems Toneel –  Amy, gravin van Gosswill / Lilly (premiere 30 oktober 1993)
- Een Laatste Dans door Haarlems Toneel –  1e Weduwe (premiere 21 december 1993)
- De Spaanse Hoer door Haarlems Toneel –  Alicia, haar moeder (premiere 29 oktober 1994)
- Het Linnen Dient Keurig gevouwen door Haarlems Toneel –  Tubi, de echtgenote (premiere 1 januari 1995)
- Eva Bonheur door Nederlands Theaterbureau B.V. –  Mop (premiere 6 oktober 1995)
- Stoom door Stichting Theater De Regentes –  Mevrouw Meeuwissen (premiere 15 januari 1998)
- Wilhelmina, Je Maintiendrai door Stichting Speciale Internationale Produktiesl –  Freule Schimmelpenninck (premiere 31 augustus 1998)
- Verhalen uit het Wienerwald door Het Nationale Toneel –  Grootmoeder (premiere 12 januari 2002)
- Oom Wanja door Toneelgroep Amsterdam –  Maria, moeder van Serebrjakov's eerste vrouw (premiere 19 november 2004)
- Oom Wanja door Hummelinck Stuurman Theaterbureau –  Moeder (premiere 25 februari 2012)
- De Kale Zangeres door Hummelinck Stuurman Theaterbureau –  Onbekend (premiere 16 augustus 2012)
- Beschuit met Muisjes door Hummelinck Stuurman Theaterbureau –  Onbekend (premiere 10 juli 2014)

## Stemmen
- Paulus de boskabouter – Eucalypta de Heks / Stien Fee (1974; televisieserie)
- Kunt u mij de weg naar Hamelen vertellen, mijnheer? – Heks Schorre Schoof van de Lijsterbesbos (1975; televisieserie)

### Grote Dierenbos
- De Fabeltjeskrant (1968-1990; televisieserie)[1]
  - Blinkert de Bliek (1968-1969)
  - Flora Nachtegaal (1968)
  - Gies de Vlieg (1968)
  - Jodokus de Marmot (1968-1974)
  - Juffrouw Ooievaar (1968-1990)
  - Martha Hamster (1968-1974, 1985-1990)
  - Pepijn de Kater (1968)
  - Stoffel de Schildpad (1968-1990)
  - Timme de Hond (1968-1969)
  - Toeter de Olifant (1968)
  - Truus de Mier (1968-1990)
  - Arie de Rat (1969)
  - Isadora Paradijsvogel (1969-1990)
  - Greet Koe (1971-1972, 1986-1990)
  - Oléta Vulpecula (1971-1974)
  - Myra Hamster (1972-1974, 1985=1990)
  - Greta 2 (1973-1974)
  - Zaza Zebra (1985-1990)
- Onkruidzaaiers in Fabeltjesland – diverse personages (1970; speelfilm)
- De Woefs en de Lamaars (1970; televisieserie)
- De Fabeltjeskrant: De Grote Dierenbos-spelen – Juffrouw Ooievaar (2018; animatiefilm)

### Hoorspelen
- Merel in het gras – Evelien (1965)
- Het euthanasieproces – Mevrouw P. (1973)
- De generaal – Mevrouw Van Gils (1976)
- Ik ben toch geen plant... die maar staat te staan – Liesbeth (1976)
- Dag zomer, dag kind – Edith (1986)
- Kannibalisme in Kabouterland – Mevrouw Zwanenburg (1987)
- Goena-goena – Marie (1989)